# Charlotte von Preußen (1798–1860)

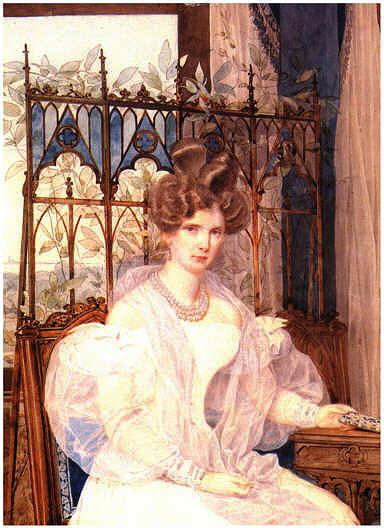
Kaiserin Alexandra Fjodorowna, um 1830

Prinzessin Charlotte von Preußen, vollständiger Name Friederike Luise Charlotte Wilhelmine von Preußen (* 13. Juli 1798 im Schloss Charlottenburg bei Berlin; † 20. Oktoberjul. / 1. November 1860greg. in Zarskoje Selo nahe Sankt Petersburg) war ein Mitglied des Hauses Hohenzollern und durch Heirat mit Nikolaus I. als Alexandra Fjodorowna Kaiserin von Russland.

## Leben

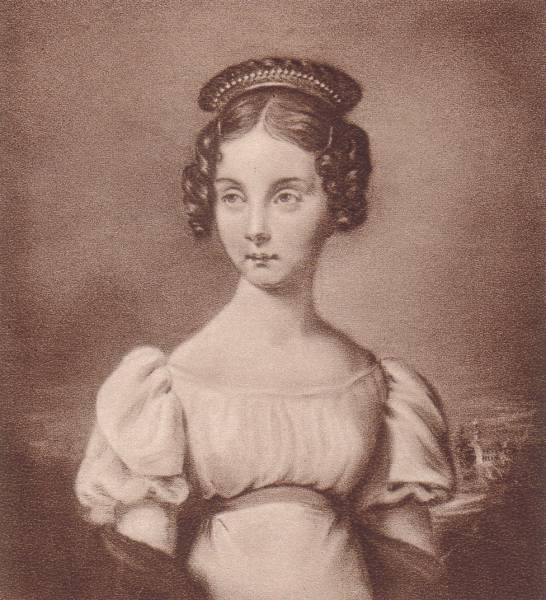
Charlotte von Preußen als junges Mädchen

Prinzessin Charlotte von Preußen wurde am 13. Juli 1798 in Berlin als drittes Kind und älteste Tochter von König Friedrich Wilhelm III. von Preußen und Königin Luise, geborene Prinzessin von Mecklenburg-Strelitz, geboren. Sie wurde benannt nach ihrer Großtante, der britischen Königin Charlotte von Mecklenburg-Strelitz.
Ihre Kindheit war geprägt von den Napoleonischen Kriegen. Nach der Niederlage der preußischen Truppen in der Schlacht bei Jena und Auerstedt im November 1806 flüchtete die königliche Familie im Folgemonat nach Königsberg, wo sie unter dem Schutz von Kaiser Alexander I. stand. Nach dem Fall Berlins und dessen Besetzung ließ sich die Familie in Memel nieder.
Charlotte war gerade zwölf Jahre alt geworden, als ihre Mutter während einer Reise zu ihrer Familie auf Schloss Hohenzieritz starb. Als älteste Tochter war sie nun die erste Dame am Hof und hatte entsprechende repräsentative Aufgaben und Pflichten zu erfüllen. Zeit ihres Lebens pflegte Charlotte ihre Verbindung zu Preußen sowie das Andenken an ihre Mutter.
Im Herbst 1814 besuchten Großfürst Nikolaus von Russland und sein Bruder Großfürst Michael Berlin. Es kam zu Verhandlungen zwischen beiden Familien über eine mögliche Hochzeit von Charlotte und Nikolaus. Bei einem zweiten Besuch Nikolaus’ im Jahr darauf verliebten sich die zwei ineinander. Wie man ihren Tagebucheinträgen und dem Briefwechsel mit ihrem Bruder entnehmen kann, war sich Charlotte ihrer Sache sehr sicher. Noch vor Nikolaus’ Abreise verlobte sich das Paar. Bis zur Hochzeit vergingen jedoch noch zwei Jahre.
Am 9. Juni 1817 erreichte Charlotte mit ihrem Bruder Prinz Wilhelm Russland. Genau an ihrem 19. Geburtstag am 13. Juli 1817 wurde sie mit dem zweiten Bruder des Kaisers Alexander I., dem Großfürsten Nikolaus Pawlowitsch, verheiratet, der 1825 als Nikolaus I. Zar wurde. Mit der Heirat war Charlottes Übertritt zur russisch-orthodoxen Kirche verbunden. Sie wurde Großfürstin und erhielt den Namen Alexandra Fjodorowna. Obwohl sie in erster Linie der Stärkung des Bündnisses zwischen Preußen und Russland diente, kann die Ehe zwischen Nikolaus und Alexandra auch als glücklich bezeichnet werden. Das Paar verbrachte viel Zeit miteinander und lebte für damalige Verhältnisse eher bescheiden und zurückgezogen im Schloss Peterhof. Das Jagdschloss Ropscha außerhalb St. Petersburgs war der Großfürstin 1825 übertragen worden.

## Großfürstin von Russland
Zu Beginn hatte Alexandra Probleme, sich am russischen Hof einzuleben. Der neue Glauben und die neue Umgebung überforderten sie. Unter der Aufsicht des Dichters Wassili Schukowski erlernte Alexandra Sprache und Gebräuche ihrer neuen Heimat. Ihrer Meinung nach war Schukowski jedoch ein besserer Dichter als Lehrer, und da die kaiserliche Familie ohnehin Deutsch sprach und alle Korrespondenz auf Französisch verfasst wurde, hat Alexandra die russische Sprache nie richtig beherrscht.

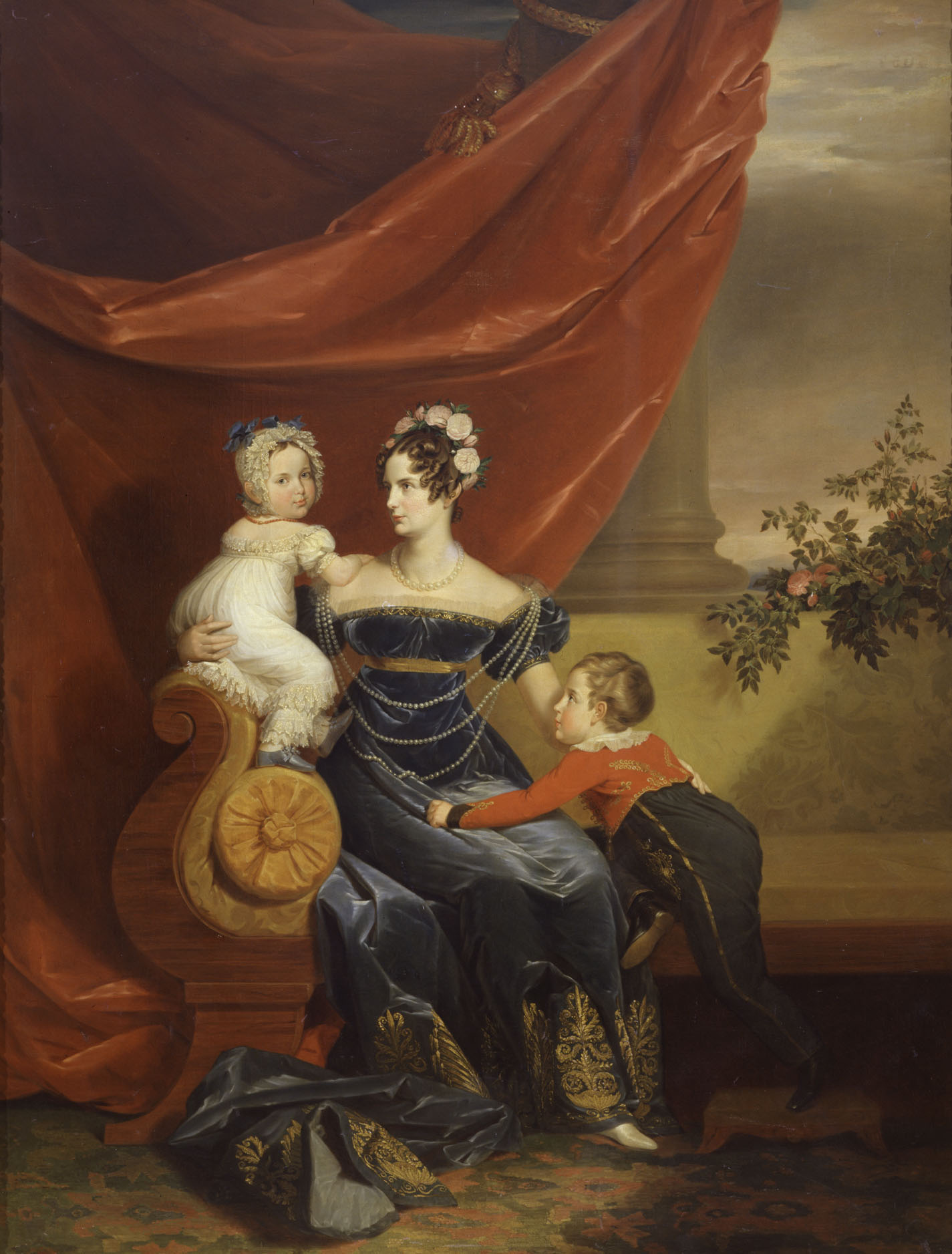
Kaiserin Alexandra Fjodorowna mit ihren beiden ältesten Kindern Maria und Alexander, gemalt von George Dawe (ca. 1824)

Alexandra hatte ein gutes Verhältnis zu ihrer Schwiegermutter Maria Fjodorowna, wohingegen sie immer wieder in Konflikt geriet mit ihrer Schwägerin Kaiserin Elisabeth Alexejewna, wahrscheinlich wegen deren Kinderlosigkeit. Bis zu Elisabeths Tod im Jahr 1826 hatte Alexandra bereits vier Kinder, während beide Kinder Elisabeths im Kindesalter gestorben waren.
Wenige Wochen nach ihrer Hochzeit wurde Alexandra schwanger und brachte am 29. April 1818 ihren ersten Sohn zur Welt, den späteren Kaiser Alexander II.
Alexandra gebar insgesamt neun Kinder:
- Alexander II. (* 29. April 1818; † 13. März 1881), Kaiser von Russland
- Maria (* 18. August 1819; † 21. Februar 1876) ⚭ Maximilian de Beauharnais, 3. Herzog von Leuchtenberg
- Eine totgeborene Tochter (†* 1820)
- Olga (* 11. September 1822; † 30. Oktober 1892) ⚭ König Karl I. von Württemberg
- Eine totgeborene Tochter (†* 1823)
- Alexandra (* 24. Juni 1825; † 10. August 1844) ⚭ Landgraf Friedrich Wilhelm von Hessen-Rumpenheim
- Konstantin (* 21. September 1827; † 25. Januar 1892), Großfürst von Russland
- Nikolai (* 8. August 1831; † 25. April 1891), Großfürst von Russland
- Michael (* 25. Oktober 1832; † 18. Dezember 1909), Großfürst von Russland

1820, nach der dritten Schwangerschaft innerhalb von drei Jahren, gebar sie eine totgeborene Tochter und verfiel daraufhin in tiefe Depressionen. Auf Anraten ihrer Ärzte reisten sie und Nikolaus im Herbst 1820 zu Alexandras Familie nach Berlin, wo sie bis zum Sommer 1821 blieben. Im Sommer 1824 unternahm das Paar eine weitere Reise nach Berlin. Erst im März 1825, als Kaiser Alexander I. wegen seines schlechten gesundheitlichen Zustands um die Unterstützung seines Bruders bat, kehrte das Paar zurück nach Sankt Petersburg.
Da Alexander I. keine Kinder hatte und der rechtmäßige Thronerbe Großfürst Konstantin auf seinen Anspruch verzichtet hatte, war Nikolaus nun der designierte Thronfolger. Als Alexander I. im November 1825 starb, wurde er als Nikolaus I. zum Kaiser von Russland gekrönt und Alexandra zur Kaiserin. Das Paar schien darüber nicht begeistert gewesen zu sein. Der Beginn von Nikolaus’ Regentschaft wurde denn auch von der blutigen Niederschlagung der Dekabristenaufstände geprägt.

## Kaiserin von Russland

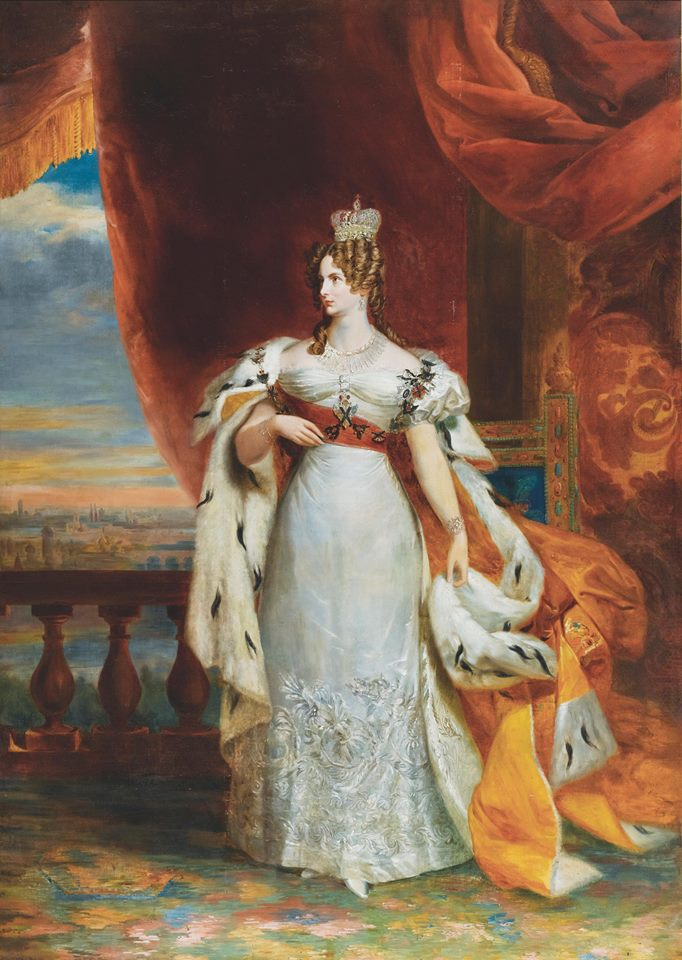
Kaiserin Alexandra Fjodorowna bei der Krönung ihres Mannes, 1826

1832 hatten Alexandra und Nikolaus sieben Kinder und waren ein glückliches Paar. Als 1837 große Teile des Sankt Petersburger Winterpalastes durch ein Feuer zerstört wurden, soll es Nikolaus das Wichtigste gewesen sein, dass eine Schatulle mit den Briefen Alexandras aus Zeiten ihrer Verlobung aus den Flammen gerettet wurde.
Nach kleineren Herzinfarkten und wegen ihrer ohnehin schwachen Konstitution rieten die Ärzte Alexandra von belastenden Aktivitäten ab, worunter auch Sex fallen sollte (wohl wegen der Gefahr einer erneuten Schwangerschaft). Daraufhin nahm sich Nikolaus, der es mit der ehelichen Treue schon mehrfach nicht so genau genommen hatte, eine Mätresse, Alexandras Hofdame Warwara Nelidowa. Bei persönlichen Problemen und Anliegen beriet er sich aber auch weiterhin mit seiner Frau, der er den Spitznamen „Muffi“ gab. Als ihre Ärzte Alexandra 1837 einen mehrmonatigen Aufenthalt in Palermo verordneten, begleitete Nikolaus sie dorthin, nahm aber auch Warwara Nelidowa mit auf die Reise. Auch wenn Alexandra zu Beginn eifersüchtig war, akzeptierte sie schließlich das Verhältnis ihres Mannes und verstand sich später mit der Mätresse. Im Jahr 1838 besuchte sie mit ihrem Mann Wildbad Kreuth in Bayern und auch die nahegelegene Königsalm.
1854 wurde Alexandra schwer krank. Obwohl ihr die Ärzte kaum Überlebenschancen einräumten, erholte sie sich von der Krankheit. Überraschend starb ihr Mann Nikolaus am 18. Februar 1855 an den Folgen einer Grippe.

## Leben als Witwe

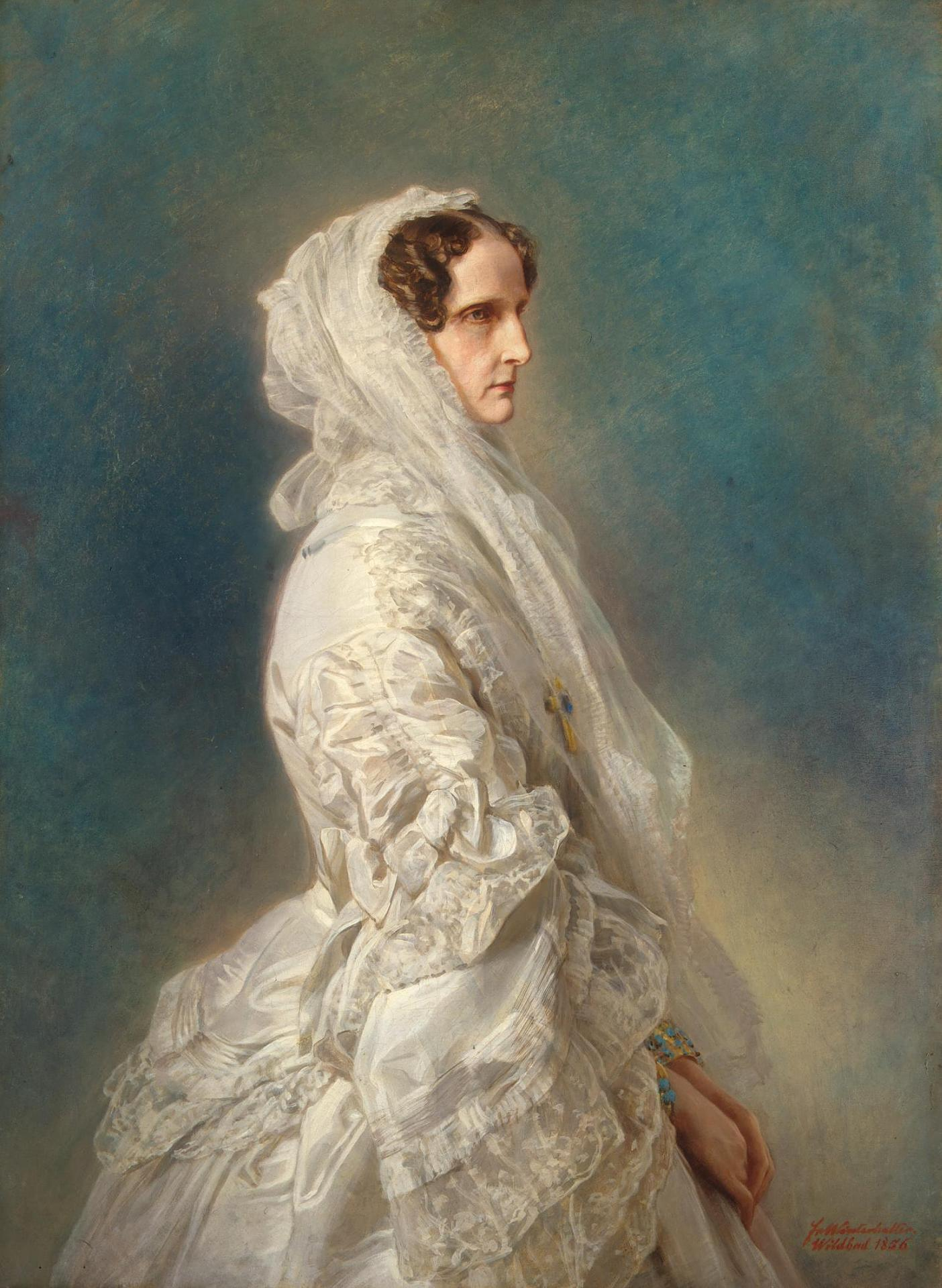
Porträt von Franz Xaver Winterhalter: Zarinwitwe Alexandra Fjodorowna im Jahr 1856

Alexandra überlebte Nikolaus um fünf Jahre und machte den Alexanderpalast in Zarskoje Selo zu ihrem Ruhesitz. Das Verhältnis zu Nikolaus’ Mätresse Barbara Nelidowa blieb gut, sie machte die Nelidowa zu ihrer persönlichen Vorleserin.
Alexandras angeschlagene Gesundheit verschlechterte sich weiter. Wegen des rauen Wetters verbrachte sie die meiste Zeit des Jahres im Ausland, was ihr nicht immer leichtfiel, da sie sich dem russischen Volk verbunden fühlte und in ihrer neuen Heimat bleiben wollte. Im Herbst 1860 verordneten die Ärzte ihr einen weiteren Aufenthalt in wärmeren Gefilden, da sie den folgenden Winter sonst wohl nicht überleben würde. Alexandra ignorierte die Anweisung, um in Russland sterben zu können. Sie verstarb am 20. Oktober 1860 im Alter von 62 Jahren im Alexanderpalast von Zarskoje Selo. Am Vorabend ihres Todes soll Alexandra gerufen haben: „Niki, ich komme zu Dir.“

## Spuren in Berlin und Potsdam
In der Umgebung von Berlin und Potsdam sind einige Bauten und Kunstwerke mit ihr und den damals engen Beziehungen zwischen Preußen und Russland verbunden:
- Bronzekopie des Milchmädchens aus Zarskoje Selo im Park von Schloss Glienicke als Geschenk an ihren Bruder Prinz Carl
- das russische Blockhaus Nikolskoë (sprich Nikolskoje)
- die Kirche St. Peter und Paul (Berlin-Wannsee) auf Nikolskoë
- Loggia Alexandra auf dem Glienicker Böttcherberg, durch ihren Bruder Prinz Carl 1869 zu ihrem Gedenken errichtet
- Die Rossebändiger-Statuen im Berliner Kleistpark, als Geschenk des Zaren Nikolaus I. zunächst am Berliner Schloss aufgestellt und 1945 vor den Haupteingang des Kammergerichts gesetzt.

Nach ihr benannt ist auch die Pflanzengattung Alexa Moq. aus der Familie der Hülsenfrüchtler (Fabaceae).

## Abstammung
| Friedrich Wilhelm I. (König in Preußen) ⚭ Sophie Dorothea | Friedrich Wilhelm I. (König in Preußen) ⚭ Sophie Dorothea | Friedrich Wilhelm I. (König in Preußen) ⚭ Sophie Dorothea | Friedrich Wilhelm I. (König in Preußen) ⚭ Sophie Dorothea | Friedrich Wilhelm I. (König in Preußen) ⚭ Sophie Dorothea | Friedrich Wilhelm I. (König in Preußen) ⚭ Sophie Dorothea |  |  | Ferdinand Albrecht II. (Herzog von Braunschweig-Wolfenbüttel) ⚭ Antoinette Amalie | Ferdinand Albrecht II. (Herzog von Braunschweig-Wolfenbüttel) ⚭ Antoinette Amalie | Ferdinand Albrecht II. (Herzog von Braunschweig-Wolfenbüttel) ⚭ Antoinette Amalie | Ferdinand Albrecht II. (Herzog von Braunschweig-Wolfenbüttel) ⚭ Antoinette Amalie | Ferdinand Albrecht II. (Herzog von Braunschweig-Wolfenbüttel) ⚭ Antoinette Amalie | Ferdinand Albrecht II. (Herzog von Braunschweig-Wolfenbüttel) ⚭ Antoinette Amalie |  |  | Ludwig VIII. (Landgraf von Hessen-Darmstadt) ⚭ Charlotte | Ludwig VIII. (Landgraf von Hessen-Darmstadt) ⚭ Charlotte | Ludwig VIII. (Landgraf von Hessen-Darmstadt) ⚭ Charlotte | Ludwig VIII. (Landgraf von Hessen-Darmstadt) ⚭ Charlotte | Ludwig VIII. (Landgraf von Hessen-Darmstadt) ⚭ Charlotte | Ludwig VIII. (Landgraf von Hessen-Darmstadt) ⚭ Charlotte |  |  | Christian III. (Herzog von Pfalz-Zweibrücken) ⚭ Karoline | Christian III. (Herzog von Pfalz-Zweibrücken) ⚭ Karoline | Christian III. (Herzog von Pfalz-Zweibrücken) ⚭ Karoline | Christian III. (Herzog von Pfalz-Zweibrücken) ⚭ Karoline | Christian III. (Herzog von Pfalz-Zweibrücken) ⚭ Karoline | Christian III. (Herzog von Pfalz-Zweibrücken) ⚭ Karoline |  |  | Adolf Friedrich II. (Herzog von Mecklenburg-Strelitz) ⚭ Christiane Emilie Antonie | Adolf Friedrich II. (Herzog von Mecklenburg-Strelitz) ⚭ Christiane Emilie Antonie | Adolf Friedrich II. (Herzog von Mecklenburg-Strelitz) ⚭ Christiane Emilie Antonie | Adolf Friedrich II. (Herzog von Mecklenburg-Strelitz) ⚭ Christiane Emilie Antonie | Adolf Friedrich II. (Herzog von Mecklenburg-Strelitz) ⚭ Christiane Emilie Antonie | Adolf Friedrich II. (Herzog von Mecklenburg-Strelitz) ⚭ Christiane Emilie Antonie |  |  | Ernst Friedrich I. (Herzog von Sachsen-Hildburghausen) ⚭ Sophia Albertine | Ernst Friedrich I. (Herzog von Sachsen-Hildburghausen) ⚭ Sophia Albertine | Ernst Friedrich I. (Herzog von Sachsen-Hildburghausen) ⚭ Sophia Albertine | Ernst Friedrich I. (Herzog von Sachsen-Hildburghausen) ⚭ Sophia Albertine | Ernst Friedrich I. (Herzog von Sachsen-Hildburghausen) ⚭ Sophia Albertine | Ernst Friedrich I. (Herzog von Sachsen-Hildburghausen) ⚭ Sophia Albertine |  |  | Ludwig VIII. (Landgraf von Hessen-Darmstadt) ⚭ Charlotte | Ludwig VIII. (Landgraf von Hessen-Darmstadt) ⚭ Charlotte | Ludwig VIII. (Landgraf von Hessen-Darmstadt) ⚭ Charlotte | Ludwig VIII. (Landgraf von Hessen-Darmstadt) ⚭ Charlotte | Ludwig VIII. (Landgraf von Hessen-Darmstadt) ⚭ Charlotte | Ludwig VIII. (Landgraf von Hessen-Darmstadt) ⚭ Charlotte |  |  | Christian Karl Reinhard ⚭ Katharina Polyxena | Christian Karl Reinhard ⚭ Katharina Polyxena | Christian Karl Reinhard ⚭ Katharina Polyxena | Christian Karl Reinhard ⚭ Katharina Polyxena | Christian Karl Reinhard ⚭ Katharina Polyxena | Christian Karl Reinhard ⚭ Katharina Polyxena |  |  |  |  |  |  |  |  |  |  |  |  |  |  |  |  |  |  |  |  |  |  |  |  |  |  |  |  |  |  |  |  |  |  |  |  |  |  |  |  |  |  |  |  |  |  |  |  |
| Friedrich Wilhelm I. (König in Preußen) ⚭ Sophie Dorothea | Friedrich Wilhelm I. (König in Preußen) ⚭ Sophie Dorothea | Friedrich Wilhelm I. (König in Preußen) ⚭ Sophie Dorothea | Friedrich Wilhelm I. (König in Preußen) ⚭ Sophie Dorothea | Friedrich Wilhelm I. (König in Preußen) ⚭ Sophie Dorothea | Friedrich Wilhelm I. (König in Preußen) ⚭ Sophie Dorothea |  |  | Ferdinand Albrecht II. (Herzog von Braunschweig-Wolfenbüttel) ⚭ Antoinette Amalie | Ferdinand Albrecht II. (Herzog von Braunschweig-Wolfenbüttel) ⚭ Antoinette Amalie | Ferdinand Albrecht II. (Herzog von Braunschweig-Wolfenbüttel) ⚭ Antoinette Amalie | Ferdinand Albrecht II. (Herzog von Braunschweig-Wolfenbüttel) ⚭ Antoinette Amalie | Ferdinand Albrecht II. (Herzog von Braunschweig-Wolfenbüttel) ⚭ Antoinette Amalie | Ferdinand Albrecht II. (Herzog von Braunschweig-Wolfenbüttel) ⚭ Antoinette Amalie |  |  | Ludwig VIII. (Landgraf von Hessen-Darmstadt) ⚭ Charlotte | Ludwig VIII. (Landgraf von Hessen-Darmstadt) ⚭ Charlotte | Ludwig VIII. (Landgraf von Hessen-Darmstadt) ⚭ Charlotte | Ludwig VIII. (Landgraf von Hessen-Darmstadt) ⚭ Charlotte | Ludwig VIII. (Landgraf von Hessen-Darmstadt) ⚭ Charlotte | Ludwig VIII. (Landgraf von Hessen-Darmstadt) ⚭ Charlotte |  |  | Christian III. (Herzog von Pfalz-Zweibrücken) ⚭ Karoline | Christian III. (Herzog von Pfalz-Zweibrücken) ⚭ Karoline | Christian III. (Herzog von Pfalz-Zweibrücken) ⚭ Karoline | Christian III. (Herzog von Pfalz-Zweibrücken) ⚭ Karoline | Christian III. (Herzog von Pfalz-Zweibrücken) ⚭ Karoline | Christian III. (Herzog von Pfalz-Zweibrücken) ⚭ Karoline |  |  | Adolf Friedrich II. (Herzog von Mecklenburg-Strelitz) ⚭ Christiane Emilie Antonie | Adolf Friedrich II. (Herzog von Mecklenburg-Strelitz) ⚭ Christiane Emilie Antonie | Adolf Friedrich II. (Herzog von Mecklenburg-Strelitz) ⚭ Christiane Emilie Antonie | Adolf Friedrich II. (Herzog von Mecklenburg-Strelitz) ⚭ Christiane Emilie Antonie | Adolf Friedrich II. (Herzog von Mecklenburg-Strelitz) ⚭ Christiane Emilie Antonie | Adolf Friedrich II. (Herzog von Mecklenburg-Strelitz) ⚭ Christiane Emilie Antonie |  |  | Ernst Friedrich I. (Herzog von Sachsen-Hildburghausen) ⚭ Sophia Albertine | Ernst Friedrich I. (Herzog von Sachsen-Hildburghausen) ⚭ Sophia Albertine | Ernst Friedrich I. (Herzog von Sachsen-Hildburghausen) ⚭ Sophia Albertine | Ernst Friedrich I. (Herzog von Sachsen-Hildburghausen) ⚭ Sophia Albertine | Ernst Friedrich I. (Herzog von Sachsen-Hildburghausen) ⚭ Sophia Albertine | Ernst Friedrich I. (Herzog von Sachsen-Hildburghausen) ⚭ Sophia Albertine |  |  | Ludwig VIII. (Landgraf von Hessen-Darmstadt) ⚭ Charlotte | Ludwig VIII. (Landgraf von Hessen-Darmstadt) ⚭ Charlotte | Ludwig VIII. (Landgraf von Hessen-Darmstadt) ⚭ Charlotte | Ludwig VIII. (Landgraf von Hessen-Darmstadt) ⚭ Charlotte | Ludwig VIII. (Landgraf von Hessen-Darmstadt) ⚭ Charlotte | Ludwig VIII. (Landgraf von Hessen-Darmstadt) ⚭ Charlotte |  |  | Christian Karl Reinhard ⚭ Katharina Polyxena | Christian Karl Reinhard ⚭ Katharina Polyxena | Christian Karl Reinhard ⚭ Katharina Polyxena | Christian Karl Reinhard ⚭ Katharina Polyxena | Christian Karl Reinhard ⚭ Katharina Polyxena | Christian Karl Reinhard ⚭ Katharina Polyxena |  |  |  |  |  |  |  |  |  |  |  |  |  |  |  |  |  |  |  |  |  |  |  |  |  |  |  |  |  |  |  |  |  |  |  |  |  |  |  |  |  |  |  |  |  |  |  |  |
| August Wilhelm (Prinz von Preußen)                        | August Wilhelm (Prinz von Preußen)                        | August Wilhelm (Prinz von Preußen)                        | August Wilhelm (Prinz von Preußen)                        | August Wilhelm (Prinz von Preußen)                        | August Wilhelm (Prinz von Preußen)                        |  |  | Luise Amalie (Prinzessin von Preußen)                                             | Luise Amalie (Prinzessin von Preußen)                                             | Luise Amalie (Prinzessin von Preußen)                                             | Luise Amalie (Prinzessin von Preußen)                                             | Luise Amalie (Prinzessin von Preußen)                                             | Luise Amalie (Prinzessin von Preußen)                                             |  |  | Ludwig IX. (Landgraf von Hessen-Darmstadt)               | Ludwig IX. (Landgraf von Hessen-Darmstadt)               | Ludwig IX. (Landgraf von Hessen-Darmstadt)               | Ludwig IX. (Landgraf von Hessen-Darmstadt)               | Ludwig IX. (Landgraf von Hessen-Darmstadt)               | Ludwig IX. (Landgraf von Hessen-Darmstadt)               |  |  | Karoline                                                 | Karoline                                                 | Karoline                                                 | Karoline                                                 | Karoline                                                 | Karoline                                                 |  |  | Karl (Prinz von Mecklenburg-Strelitz)                                             | Karl (Prinz von Mecklenburg-Strelitz)                                             | Karl (Prinz von Mecklenburg-Strelitz)                                             | Karl (Prinz von Mecklenburg-Strelitz)                                             | Karl (Prinz von Mecklenburg-Strelitz)                                             | Karl (Prinz von Mecklenburg-Strelitz)                                             |  |  | Elisabeth Albertine                                                       | Elisabeth Albertine                                                       | Elisabeth Albertine                                                       | Elisabeth Albertine                                                       | Elisabeth Albertine                                                       | Elisabeth Albertine                                                       |  |  | Georg Wilhelm (Prinz von Hessen-Darmstadt)               | Georg Wilhelm (Prinz von Hessen-Darmstadt)               | Georg Wilhelm (Prinz von Hessen-Darmstadt)               | Georg Wilhelm (Prinz von Hessen-Darmstadt)               | Georg Wilhelm (Prinz von Hessen-Darmstadt)               | Georg Wilhelm (Prinz von Hessen-Darmstadt)               |  |  | Maria Luise                                  | Maria Luise                                  | Maria Luise                                  | Maria Luise                                  | Maria Luise                                  | Maria Luise                                  |  |  |  |  |  |  |  |  |  |  |  |  |  |  |  |  |  |  |  |  |  |  |  |  |  |  |  |  |  |  |  |  |  |  |  |  |  |  |  |  |  |  |  |  |  |  |  |  |
| August Wilhelm (Prinz von Preußen)                        | August Wilhelm (Prinz von Preußen)                        | August Wilhelm (Prinz von Preußen)                        | August Wilhelm (Prinz von Preußen)                        | August Wilhelm (Prinz von Preußen)                        | August Wilhelm (Prinz von Preußen)                        |  |  | Luise Amalie (Prinzessin von Preußen)                                             | Luise Amalie (Prinzessin von Preußen)                                             | Luise Amalie (Prinzessin von Preußen)                                             | Luise Amalie (Prinzessin von Preußen)                                             | Luise Amalie (Prinzessin von Preußen)                                             | Luise Amalie (Prinzessin von Preußen)                                             |  |  | Ludwig IX. (Landgraf von Hessen-Darmstadt)               | Ludwig IX. (Landgraf von Hessen-Darmstadt)               | Ludwig IX. (Landgraf von Hessen-Darmstadt)               | Ludwig IX. (Landgraf von Hessen-Darmstadt)               | Ludwig IX. (Landgraf von Hessen-Darmstadt)               | Ludwig IX. (Landgraf von Hessen-Darmstadt)               |  |  | Karoline                                                 | Karoline                                                 | Karoline                                                 | Karoline                                                 | Karoline                                                 | Karoline                                                 |  |  | Karl (Prinz von Mecklenburg-Strelitz)                                             | Karl (Prinz von Mecklenburg-Strelitz)                                             | Karl (Prinz von Mecklenburg-Strelitz)                                             | Karl (Prinz von Mecklenburg-Strelitz)                                             | Karl (Prinz von Mecklenburg-Strelitz)                                             | Karl (Prinz von Mecklenburg-Strelitz)                                             |  |  | Elisabeth Albertine                                                       | Elisabeth Albertine                                                       | Elisabeth Albertine                                                       | Elisabeth Albertine                                                       | Elisabeth Albertine                                                       | Elisabeth Albertine                                                       |  |  | Georg Wilhelm (Prinz von Hessen-Darmstadt)               | Georg Wilhelm (Prinz von Hessen-Darmstadt)               | Georg Wilhelm (Prinz von Hessen-Darmstadt)               | Georg Wilhelm (Prinz von Hessen-Darmstadt)               | Georg Wilhelm (Prinz von Hessen-Darmstadt)               | Georg Wilhelm (Prinz von Hessen-Darmstadt)               |  |  | Maria Luise                                  | Maria Luise                                  | Maria Luise                                  | Maria Luise                                  | Maria Luise                                  | Maria Luise                                  |  |  |  |  |  |  |  |  |  |  |  |  |  |  |  |  |  |  |  |  |  |  |  |  |  |  |  |  |  |  |  |  |  |  |  |  |  |  |  |  |  |  |  |  |  |  |  |  |
|                                                           |                                                           |                                                           |                                                           |                                                           |                                                           |  |  |                                                                                   |                                                                                   |                                                                                   |                                                                                   |                                                                                   |                                                                                   |  |  |                                                          |                                                          |                                                          |                                                          |                                                          |                                                          |  |  |                                                          |                                                          |                                                          |                                                          |                                                          |                                                          |  |  |                                                                                   |                                                                                   |                                                                                   |                                                                                   |                                                                                   |                                                                                   |  |  |                                                                           |                                                                           |                                                                           |                                                                           |                                                                           |                                                                           |  |  |                                                          |                                                          |                                                          |                                                          |                                                          |                                                          |  |  |                                              |                                              |                                              |                                              |                                              |                                              |  |  |  |  |  |  |  |  |  |  |  |  |  |  |  |  |  |  |  |  |  |  |  |  |  |  |  |  |  |  |  |  |  |  |  |  |  |  |  |  |  |  |  |  |  |  |  |  |
|                                                           |                                                           |                                                           |                                                           |                                                           |                                                           |  |  |                                                                                   |                                                                                   |                                                                                   |                                                                                   |                                                                                   |                                                                                   |  |  |                                                          |                                                          |                                                          |                                                          |                                                          |                                                          |  |  |                                                          |                                                          |                                                          |                                                          |                                                          |                                                          |  |  |                                                                                   |                                                                                   |                                                                                   |                                                                                   |                                                                                   |                                                                                   |  |  |                                                                           |                                                                           |                                                                           |                                                                           |                                                                           |                                                                           |  |  |                                                          |                                                          |                                                          |                                                          |                                                          |                                                          |  |  |                                              |                                              |                                              |                                              |                                              |                                              |  |  |  |  |  |  |  |  |  |  |  |  |  |  |  |  |  |  |  |  |  |  |  |  |  |  |  |  |  |  |  |  |  |  |  |  |  |  |  |  |  |  |  |  |  |  |  |  |
|                                                           |                                                           |                                                           |                                                           |                                                           |                                                           |  |  | Friedrich Wilhelm II. (König von Preußen)                                         | Friedrich Wilhelm II. (König von Preußen)                                         | Friedrich Wilhelm II. (König von Preußen)                                         | Friedrich Wilhelm II. (König von Preußen)                                         | Friedrich Wilhelm II. (König von Preußen)                                         | Friedrich Wilhelm II. (König von Preußen)                                         |  |  | Friederike Luise (Königin von Preußen)                   | Friederike Luise (Königin von Preußen)                   | Friederike Luise (Königin von Preußen)                   | Friederike Luise (Königin von Preußen)                   | Friederike Luise (Königin von Preußen)                   | Friederike Luise (Königin von Preußen)                   |  |  |                                                          |                                                          |                                                          |                                                          |                                                          |                                                          |  |  |                                                                                   |                                                                                   |                                                                                   |                                                                                   |                                                                                   |                                                                                   |  |  | Karl II. (Herzog zu Mecklenburg-Strelitz)                                 | Karl II. (Herzog zu Mecklenburg-Strelitz)                                 | Karl II. (Herzog zu Mecklenburg-Strelitz)                                 | Karl II. (Herzog zu Mecklenburg-Strelitz)                                 | Karl II. (Herzog zu Mecklenburg-Strelitz)                                 | Karl II. (Herzog zu Mecklenburg-Strelitz)                                 |  |  | Friederike Caroline (Herzogin zu Mecklenburg-Strelitz)   | Friederike Caroline (Herzogin zu Mecklenburg-Strelitz)   | Friederike Caroline (Herzogin zu Mecklenburg-Strelitz)   | Friederike Caroline (Herzogin zu Mecklenburg-Strelitz)   | Friederike Caroline (Herzogin zu Mecklenburg-Strelitz)   | Friederike Caroline (Herzogin zu Mecklenburg-Strelitz)   |  |  |                                              |                                              |                                              |                                              |                                              |                                              |  |  |  |  |  |  |  |  |  |  |  |  |  |  |  |  |  |  |  |  |  |  |  |  |  |  |  |  |  |  |  |  |  |  |  |  |  |  |  |  |  |  |  |  |  |  |  |  |
|                                                           |                                                           |                                                           |                                                           |                                                           |                                                           |  |  | Friedrich Wilhelm II. (König von Preußen)                                         | Friedrich Wilhelm II. (König von Preußen)                                         | Friedrich Wilhelm II. (König von Preußen)                                         | Friedrich Wilhelm II. (König von Preußen)                                         | Friedrich Wilhelm II. (König von Preußen)                                         | Friedrich Wilhelm II. (König von Preußen)                                         |  |  | Friederike Luise (Königin von Preußen)                   | Friederike Luise (Königin von Preußen)                   | Friederike Luise (Königin von Preußen)                   | Friederike Luise (Königin von Preußen)                   | Friederike Luise (Königin von Preußen)                   | Friederike Luise (Königin von Preußen)                   |  |  |                                                          |                                                          |                                                          |                                                          |                                                          |                                                          |  |  |                                                                                   |                                                                                   |                                                                                   |                                                                                   |                                                                                   |                                                                                   |  |  | Karl II. (Herzog zu Mecklenburg-Strelitz)                                 | Karl II. (Herzog zu Mecklenburg-Strelitz)                                 | Karl II. (Herzog zu Mecklenburg-Strelitz)                                 | Karl II. (Herzog zu Mecklenburg-Strelitz)                                 | Karl II. (Herzog zu Mecklenburg-Strelitz)                                 | Karl II. (Herzog zu Mecklenburg-Strelitz)                                 |  |  | Friederike Caroline (Herzogin zu Mecklenburg-Strelitz)   | Friederike Caroline (Herzogin zu Mecklenburg-Strelitz)   | Friederike Caroline (Herzogin zu Mecklenburg-Strelitz)   | Friederike Caroline (Herzogin zu Mecklenburg-Strelitz)   | Friederike Caroline (Herzogin zu Mecklenburg-Strelitz)   | Friederike Caroline (Herzogin zu Mecklenburg-Strelitz)   |  |  |                                              |                                              |                                              |                                              |                                              |                                              |  |  |  |  |  |  |  |  |  |  |  |  |  |  |  |  |  |  |  |  |  |  |  |  |  |  |  |  |  |  |  |  |  |  |  |  |  |  |  |  |  |  |  |  |  |  |  |  |
|                                                           |                                                           |                                                           |                                                           |                                                           |                                                           |  |  |                                                                                   |                                                                                   |                                                                                   |                                                                                   |                                                                                   |                                                                                   |  |  |                                                          |                                                          |                                                          |                                                          |                                                          |                                                          |  |  |                                                          |                                                          |                                                          |                                                          |                                                          |                                                          |  |  |                                                                                   |                                                                                   |                                                                                   |                                                                                   |                                                                                   |                                                                                   |  |  |                                                                           |                                                                           |                                                                           |                                                                           |                                                                           |                                                                           |  |  |                                                          |                                                          |                                                          |                                                          |                                                          |                                                          |  |  |                                              |                                              |                                              |                                              |                                              |                                              |  |  |  |  |  |  |  |  |  |  |  |  |  |  |  |  |  |  |  |  |  |  |  |  |  |  |  |  |  |  |  |  |  |  |  |  |  |  |  |  |  |  |  |  |  |  |  |  |
|                                                           |                                                           |                                                           |                                                           |                                                           |                                                           |  |  |                                                                                   |                                                                                   |                                                                                   |                                                                                   |                                                                                   |                                                                                   |  |  |                                                          |                                                          |                                                          |                                                          |                                                          |                                                          |  |  |                                                          |                                                          |                                                          |                                                          |                                                          |                                                          |  |  |                                                                                   |                                                                                   |                                                                                   |                                                                                   |                                                                                   |                                                                                   |  |  |                                                                           |                                                                           |                                                                           |                                                                           |                                                                           |                                                                           |  |  |                                                          |                                                          |                                                          |                                                          |                                                          |                                                          |  |  |                                              |                                              |                                              |                                              |                                              |                                              |  |  |  |  |  |  |  |  |  |  |  |  |  |  |  |  |  |  |  |  |  |  |  |  |  |  |  |  |  |  |  |  |  |  |  |  |  |  |  |  |  |  |  |  |  |  |  |  |
|                                                           |                                                           |                                                           |                                                           |                                                           |                                                           |  |  | Auguste (Kurfürstin von Hessen-Kassel)                                            | Auguste (Kurfürstin von Hessen-Kassel)                                            | Auguste (Kurfürstin von Hessen-Kassel)                                            | Auguste (Kurfürstin von Hessen-Kassel)                                            | Auguste (Kurfürstin von Hessen-Kassel)                                            | Auguste (Kurfürstin von Hessen-Kassel)                                            |  |  | Wilhelmine (Königin der Niederlande)                     | Wilhelmine (Königin der Niederlande)                     | Wilhelmine (Königin der Niederlande)                     | Wilhelmine (Königin der Niederlande)                     | Wilhelmine (Königin der Niederlande)                     | Wilhelmine (Königin der Niederlande)                     |  |  | Friedrich Wilhelm III. (König von Preußen)               | Friedrich Wilhelm III. (König von Preußen)               | Friedrich Wilhelm III. (König von Preußen)               | Friedrich Wilhelm III. (König von Preußen)               | Friedrich Wilhelm III. (König von Preußen)               | Friedrich Wilhelm III. (König von Preußen)               |  |  | Luise (Königin von Preußen)                                                       | Luise (Königin von Preußen)                                                       | Luise (Königin von Preußen)                                                       | Luise (Königin von Preußen)                                                       | Luise (Königin von Preußen)                                                       | Luise (Königin von Preußen)                                                       |  |  |                                                                           |                                                                           |                                                                           |                                                                           |                                                                           |                                                                           |  |  |                                                          |                                                          |                                                          |                                                          |                                                          |                                                          |  |  |                                              |                                              |                                              |                                              |                                              |                                              |  |  |  |  |  |  |  |  |  |  |  |  |  |  |  |  |  |  |  |  |  |  |  |  |  |  |  |  |  |  |  |  |  |  |  |  |  |  |  |  |  |  |  |  |  |  |  |  |
|                                                           |                                                           |                                                           |                                                           |                                                           |                                                           |  |  | Auguste (Kurfürstin von Hessen-Kassel)                                            | Auguste (Kurfürstin von Hessen-Kassel)                                            | Auguste (Kurfürstin von Hessen-Kassel)                                            | Auguste (Kurfürstin von Hessen-Kassel)                                            | Auguste (Kurfürstin von Hessen-Kassel)                                            | Auguste (Kurfürstin von Hessen-Kassel)                                            |  |  | Wilhelmine (Königin der Niederlande)                     | Wilhelmine (Königin der Niederlande)                     | Wilhelmine (Königin der Niederlande)                     | Wilhelmine (Königin der Niederlande)                     | Wilhelmine (Königin der Niederlande)                     | Wilhelmine (Königin der Niederlande)                     |  |  | Friedrich Wilhelm III. (König von Preußen)               | Friedrich Wilhelm III. (König von Preußen)               | Friedrich Wilhelm III. (König von Preußen)               | Friedrich Wilhelm III. (König von Preußen)               | Friedrich Wilhelm III. (König von Preußen)               | Friedrich Wilhelm III. (König von Preußen)               |  |  | Luise (Königin von Preußen)                                                       | Luise (Königin von Preußen)                                                       | Luise (Königin von Preußen)                                                       | Luise (Königin von Preußen)                                                       | Luise (Königin von Preußen)                                                       | Luise (Königin von Preußen)                                                       |  |  |                                                                           |                                                                           |                                                                           |                                                                           |                                                                           |                                                                           |  |  |                                                          |                                                          |                                                          |                                                          |                                                          |                                                          |  |  |                                              |                                              |                                              |                                              |                                              |                                              |  |  |  |  |  |  |  |  |  |  |  |  |  |  |  |  |  |  |  |  |  |  |  |  |  |  |  |  |  |  |  |  |  |  |  |  |  |  |  |  |  |  |  |  |  |  |  |  |
|                                                           |                                                           |                                                           |                                                           |                                                           |                                                           |  |  |                                                                                   |                                                                                   |                                                                                   |                                                                                   |                                                                                   |                                                                                   |  |  |                                                          |                                                          |                                                          |                                                          |                                                          |                                                          |  |  |                                                          |                                                          |                                                          |                                                          |                                                          |                                                          |  |  |                                                                                   |                                                                                   |                                                                                   |                                                                                   |                                                                                   |                                                                                   |  |  |                                                                           |                                                                           |                                                                           |                                                                           |                                                                           |                                                                           |  |  |                                                          |                                                          |                                                          |                                                          |                                                          |                                                          |  |  |                                              |                                              |                                              |                                              |                                              |                                              |  |  |  |  |  |  |  |  |  |  |  |  |  |  |  |  |  |  |  |  |  |  |  |  |  |  |  |  |  |  |  |  |  |  |  |  |  |  |  |  |  |  |  |  |  |  |  |  |
|                                                           |                                                           |                                                           |                                                           |                                                           |                                                           |  |  |                                                                                   |                                                                                   |                                                                                   |                                                                                   |                                                                                   |                                                                                   |  |  |                                                          |                                                          |                                                          |                                                          |                                                          |                                                          |  |  |                                                          |                                                          |                                                          |                                                          |                                                          |                                                          |  |  |                                                                                   |                                                                                   |                                                                                   |                                                                                   |                                                                                   |                                                                                   |  |  |                                                                           |                                                                           |                                                                           |                                                                           |                                                                           |                                                                           |  |  |                                                          |                                                          |                                                          |                                                          |                                                          |                                                          |  |  |                                              |                                              |                                              |                                              |                                              |                                              |  |  |  |  |  |  |  |  |  |  |  |  |  |  |  |  |  |  |  |  |  |  |  |  |  |  |  |  |  |  |  |  |  |  |  |  |  |  |  |  |  |  |  |  |  |  |  |  |
| Friedrich Wilhelm IV. (König von Preußen)                 | Friedrich Wilhelm IV. (König von Preußen)                 | Friedrich Wilhelm IV. (König von Preußen)                 | Friedrich Wilhelm IV. (König von Preußen)                 | Friedrich Wilhelm IV. (König von Preußen)                 | Friedrich Wilhelm IV. (König von Preußen)                 |  |  | Wilhelm I. (Deutscher Kaiser)                                                     | Wilhelm I. (Deutscher Kaiser)                                                     | Wilhelm I. (Deutscher Kaiser)                                                     | Wilhelm I. (Deutscher Kaiser)                                                     | Wilhelm I. (Deutscher Kaiser)                                                     | Wilhelm I. (Deutscher Kaiser)                                                     |  |  | Charlotte (Kaiserin von Russland)                        | Charlotte (Kaiserin von Russland)                        | Charlotte (Kaiserin von Russland)                        | Charlotte (Kaiserin von Russland)                        | Charlotte (Kaiserin von Russland)                        | Charlotte (Kaiserin von Russland)                        |  |  | Carl (preußischer General)                               | Carl (preußischer General)                               | Carl (preußischer General)                               | Carl (preußischer General)                               | Carl (preußischer General)                               | Carl (preußischer General)                               |  |  | Alexandrine (Erbgroßherzogin von Mecklenburg-Schwerin)                            | Alexandrine (Erbgroßherzogin von Mecklenburg-Schwerin)                            | Alexandrine (Erbgroßherzogin von Mecklenburg-Schwerin)                            | Alexandrine (Erbgroßherzogin von Mecklenburg-Schwerin)                            | Alexandrine (Erbgroßherzogin von Mecklenburg-Schwerin)                            | Alexandrine (Erbgroßherzogin von Mecklenburg-Schwerin)                            |  |  | Luise (Prinzessin der Niederlande)                                        | Luise (Prinzessin der Niederlande)                                        | Luise (Prinzessin der Niederlande)                                        | Luise (Prinzessin der Niederlande)                                        | Luise (Prinzessin der Niederlande)                                        | Luise (Prinzessin der Niederlande)                                        |  |  | Albrecht (preußischer General)                           | Albrecht (preußischer General)                           | Albrecht (preußischer General)                           | Albrecht (preußischer General)                           | Albrecht (preußischer General)                           | Albrecht (preußischer General)                           |  |  |                                              |                                              |                                              |                                              |                                              |                                              |  |  |  |  |  |  |  |  |  |  |  |  |  |  |  |  |  |  |  |  |  |  |  |  |  |  |  |  |  |  |  |  |  |  |  |  |  |  |  |  |  |  |  |  |  |  |  |  |